# 시씨 - 2부
시씨 - 2부(Sissi - Die Junge Kaiserin)는 독일(구 서독)에서 제작된 언스트 마리슈카 감독의 1956년 드라마, 멜로/로맨스 영화이다. 로미 슈나이더 등이 주연으로 출연하였고 언스트 마리슈카 등이 제작에 참여하였다.

## 출연

### 주연
- 로미 슈나이더

### 조연
- 칼하인즈 봄
- 마그다 슈나이더
- 구스타브 크누스
- 빌마 디지셔
- 월터 레이어

## 제작진
- 의상: 레오 베이